# Magnetický upínač

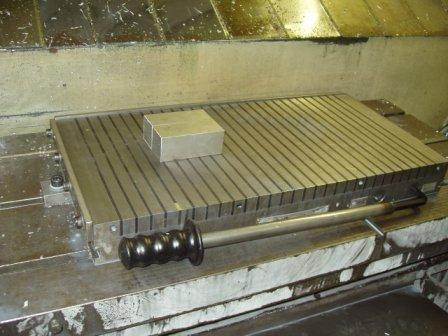
Permanentní magnetický upínač

Magnetický upínač neboli magnetická deska je upínač sloužící k upínání feromagnetických materiálů na bruskách či frézkách. Upínač obsahuje uvnitř magnety, které při určitém uspořádání vytváří nad upínačem magnetické pole, které drží obrobek. 
Fixace ocelových obrobků na magnetickém upínači je oproti upínání na běžných svěrácích rychlejší a je možno upnout více kusů najednou.

## Dělení magnetických upínačů

### Permanentní magnetické upínače
Obsahují permanentní magnety. Samotné magnetické pole nad upínačem se aktivuje a vypíná pomocí páky.

### Elektromagnetické upínače
Magnetické pole vytváří cívky, které jsou omotané okolo feromagnetického materiálu. Upínač je napájen stejnosměrným proudem.

### Elektropermanentní magnetické upínače
Obsahují magnetické materiály, které se za pomocí krátkého impulsu stejnosměrného proudu stávají permanentními. Tím dojde k vytvoření magnetického pole a fixaci obrobku. K samotnému odmagnetování (ztráta magnetického pole) dochází za pomocí impulsu střídavého proudu.